# Grand Prix 1905
Grand Prix 1905 v roce 1905 se konaly čtyři větší závody typu Grand Prix a jeden eliminační (považovaný za závod Grand Prix). Nejúspěšnějším jezdcem byl Victor Hémery (neoficiálně) z Francie.

## Závody
| Datum   | Grand Prix               | Okruh       | Vítěz         | Vůz             |
| ------- | ------------------------ | ----------- | ------------- | --------------- |
| 16. 6.  | Eliminatoires Francaises | Auvergne    | Léon Théry    | Richard-Brasier |
| 5. 7.   | Pohár Gordona Bennetta   | Auvergne    | Léon Théry    | Richard-Brasier |
| 7. 8.   | Circuit des Ardennes     | Bastogne    | Victor Hémery | Darracq         |
| 4. 9.   | Coppa Florio             | Brescia     | Carlo Raggio  | Itala           |
| 14. 10. | Vanderbilt Cup           | Long Island | Victor Hémery | Darracq         |

## Eliminatoires Francaises
16. června 1905 Auvergne 549,42 km (137,354 km x 4 kola)
| Cíl | #  | Jezdec                  | Vůz               | Kolo | Čas     |
| --- | -- | ----------------------- | ----------------- | ---- | ------- |
| 1   | 1  | Léon Théry              | Richard-Brasier   | 4    | 7h42m49 |
| 2   | 27 | Arthur Duray            | Lorraine-Dietrich | 4    | 7h51m47 |
| 3   | 11 | Gustave Caillois        | Richard-Brasier   | 4    | 7h54m11 |
| 4   | 2  | Ferenc Szisz            | Renault           | 4    | 7h57m47 |
| 5   | 18 | Louis Wagner            | Darracq           | 4    | 8h00m11 |
| 6   | 8  | Victor Hémery           | Darracq           | 4    | 8h24m38 |
| 7   | 9  | George Heath            | Panhard-Levassor  | 4    | 8h30m38 |
| 8   | 5  | Hubert le Blon          | Hotchkiss         | 4    | 8h31m13 |
| 9   | 14 | Rene Hanriot            | Clément-Bayard    | 4    | 8h31m39 |
| 10  | 10 | Louis Rigolly           | Gobron-Brillie    | 4    | 8h32m57 |
| 11  | 7  | Fernand Gabriel         | De Dietrich       | 4    | 9h09m29 |
|     | 28 | De la Touloubre         | Darracq           | 3    |         |
|     | 21 | Phil Stead              | Richard-Brasier   | 3    |         |
|     | 19 | Georges Teste           | Panhard-Levassor  | 3    |         |
|     | 25 | Andre Lavergne          | Hotchkiss         | 3    |         |
|     | 12 | Jacques Edmond          | Renault           | 3    |         |
|     | 24 | Marc-Philippe Villemain | Clément-Bayard    | 3    |         |
|     | 15 | Achille Fournier        | Hotchkiss         | 3    |         |
|     | 17 | Henri Rougier           | De Dietrich       | 2    |         |
|     | 3  | Léonce Girardot         | C.G.V.            | 2    |         |
|     | 6  | Lapertot                | Automoto          | 2    |         |
|     | 29 | Henry Farman            | Panhard-Levassor  | 1    |         |
|     | 22 | Maurice Bernin          | Renault           | 1    |         |
|     | 4  | Albert Clement          | Bayard-Clement    | 1    |         |

Nejrychlejší kolo: Léon Théry 1 h 42 m 52 (1)
| 1 kolo                  | Čas     | 2 kolo                  | Čas     | 3 kolo                  | Čas     | 4 kolo           | Čas     |
| ----------------------- | ------- | ----------------------- | ------- | ----------------------- | ------- | ---------------- | ------- |
| Léon Théry              | 1h42m52 | Léon Théry              | 3h26m17 | Léon Théry              | 5h36m04 | Léon Théry       | 7h42m49 |
| Louis Wagner            | 1h44m40 | Louis Wagner            | 3h39m07 | Arthur Duray            | 5h41m11 | Arthur Duray     | 7h51m47 |
| Ferenc Szisz            | 1h48m47 | Arthur Duray            | 3h40m37 | Louis Wagner            | 5h42m46 | Gustave Caillois | 7h54m11 |
| Victor Hémery           | 1h51m14 | Victor Hémery           | 3h43m42 | Gustave Caillois        | 5h48m20 | Ferenc Szisz     | 7h57m47 |
| Arthur Duray            | 1h51m51 | Gustave Caillois        | 3h48m20 | George Heath            | 5h52m14 | Louis Wagner     | 8h00m11 |
| Gustave Caillois        | 1h53m33 | George Heath            | 3h58m22 | Victor Hémery           | 5h55m54 | Victor Hémery    | 8h24m38 |
| Henri Rougier           | 1h54m18 | Henri Rougier           | 4h00m50 | Ferenc Szisz            | 6h02m03 | George Heath     | 8h30m38 |
| Phil Stead              | 1h55m53 | Ferenc Szisz            | 4h00m54 | De la Touloubre         | 6h10m12 | Hubert le Blon   | 8h31m13 |
| Henry Farman            | 1h56m43 | René Hanriot            | 4h04m18 | Hubert le Blon          | 6h10m44 | René Hanriot     | 8h31m39 |
| Georges Teste           | 1h56m48 | De la Touloubre         | 4h08m26 | René Hanriot            | 6h35m16 | Louis Rigolly    | 8h32m57 |
| Maurice Bernin          | 1h57m54 | Hubert le Blon          | 4h09m23 | Louis Rigolly           | 6h38m34 | Fernand Gabriel  | 9h09m29 |
| Fernand Gabriel         | 1h58m37 | Léonce Girardot         | 4h11m23 | Phil Stead              | 6h40m13 |                  |         |
| George Heath            | 1h59m37 | Phil Stead              | 4h14m21 | Georges Teste           | 6h57m20 |                  |         |
| Albert Clement          | 2h00m31 | Georges Teste           | 4h51m55 | Andre Lavergne          | 7h05m20 |                  |         |
| Louis Rigolly           | 2h02m00 | Jacques Edmond          | 4h54m20 | Jacques Edmond          | 7h07m34 |                  |         |
| Hubert le Blon          | 2h02m19 | Andre Lavergne          | 4h56m10 | Fernand Gabriel         | 7h18m30 |                  |         |
| Achille Fournier        | 2h06m45 | Marc-Philippe Villemain | 5h07m59 | Marc-Philippe Villemain | 7h36m31 |                  |         |
| De la Touloubre         | 2h09m11 | Fernand Gabriel         | 5h13m18 | Achille Fournier        | 7h59m32 |                  |         |
| René Hanriot            | 2h10m00 | Achille Fournier        | 5h35m50 |                         |         |                  |         |
| Léonce Girardot         | 2h19m45 | Lapertot                | 7h02m18 |                         |         |                  |         |
| Andre Lavergne          | 2h26m07 |                         |         |                         |         |                  |         |
| Jacques Edmond          | 2h50m29 |                         |         |                         |         |                  |         |
| Lapertot                | 2h50m45 |                         |         |                         |         |                  |         |
| Marc-Philippe Villemain | 2h50m49 |                         |         |                         |         |                  |         |

## Pohár Gordona Bennetta
5. července 1905 Auvergne 549,42 km (137,354 km x 4 kola)
| Cíl | #  | Jezdec               | Vůz             | Země               | Kolo | Čas     |
| --- | -- | -------------------- | --------------- | ------------------ | ---- | ------- |
| 1   | 1  | Léon Théry           | Richard-Brasier | Francie            | 4    | 7h02m42 |
| 2   | 16 | Felice Nazzaro       | FIAT            | Itálie             | 4    | 7h19m09 |
| 3   | 10 | Alessandro Cagno     | FIAT            | Itálie             | 4    | 7h21m22 |
| 4   | 7  | Gustave Caillois     | Richard-Brasier | Francie            | 4    | 7h27m06 |
| 5   | 15 | Wilhelm Werner       | Mercedes        | Německo            | 4    | 8h03m30 |
| 6   | 13 | Arthur Duray         | De Dietrich     | Francie            | 4    | 8h05m50 |
| 7   | 9  | Pierre de Caters     | Mercedes        | Německo            | 4    | 8h11m11 |
| 8   | 8  | Charles Rolls        | Wolseley        | Spojené království | 4    | 8h26m42 |
| 9   | 2  | Arthur Clifford Earp | Napier          | Spojené království | 4    | 8h27m29 |
| 10  | 5  | Edgar Braun          | Mercedes        | Rakousko           | 4    | 8h33m05 |
| 11  | 14 | Cecil Bianchi        | Wolseley        | Spojené království | 4    | 8h38m39 |
| 12  | 6  | Herbert Lyttle       | Pope-Toledo     | USA                | 4    | 9h30m32 |
|     | 4  | Vincenzo Lancia      | FIAT            | Itálie             | 2    |         |
|     | 3  | Camille Jenatzy      | Mercedes        | Německo            | 2    |         |
|     | 11 | Otto Hieronimus      | Mercedes        | Rakousko           | 1    |         |
|     | 17 | Alexander Burton     | Mercedes        | Rakousko           | 1    |         |
|     | 12 | Bert Dingley         | Pope-Toledo     | USA                | 0    |         |
|     | 18 | Joe Tracy            | Locomobile      | USA                | 0    |         |

Nejrychlejší kolo: Vincenzo Lancia 1 h 34 m 57 (1)
| 1 kolo               | Čas     | 2 kolo               | Čas     | 3 kolo               | Čas     | 4 kolo               | Čas     | Odečteno |
| -------------------- | ------- | -------------------- | ------- | -------------------- | ------- | -------------------- | ------- | -------- |
| Vincenzo Lancia      | 1h34m57 | Vincenzo Lancia      | 3h17m08 | Léon Théry           | 5h18m46 | Léon Théry           | 7h09m42 | -7m00    |
| Léon Théry           | 1h41m07 | Léon Théry           | 3h30m04 | Felice Nazzaro       | 5h36m31 | Felice Nazzaro       | 7h27m09 | -8m00    |
| Felice Nazzaro       | 1h49m13 | Alessandro Cagno     | 3h45m25 | Alessandro Cagno     | 5h39m12 | Alessandro Cagno     | 7h30m22 | -9m00    |
| Arthur Duray         | 1h49m27 | Felice Nazzaro       | 3h46m25 | Gustave Caillois     | 5h41m00 | Wilhelm Werner       | 8h06m30 | -3m00    |
| Alessandro Cagno     | 1h49m39 | Gustave Caillois     | 3h47m25 | Wilhelm Werner       | 5h56m23 | Pierre de Caters     | 8h22m11 | -11m00   |
| Wilhelm Werner       | 1h50m01 | Arthur Duray         | 3h47m40 | Edgar Braun          | 6h20m03 | Arthur Duray         | 8h23m50 | -18m00   |
| Arthur Clifford Earp | 1h54m11 | Edgar Braun          | 3h51m48 | Pierre de Caters     | 6h20m57 | Charles Rolls        | 8h27m42 | -1m00    |
| Edgar Braun          | 1h55m04 | Wilhelm Werner       | 3h59m15 | Charles Rolls        | 6h24m25 | Gustave Caillois     | 8h29m06 | -2m00    |
| Gustave Caillois     | 2h00m50 | Pierre de Caters     | 4h07m08 | Cecil Bianchi        | 6h24m26 | Arthur Clifford Earp | 8h30m29 | -3m00    |
| Otto Hieronimus      | 2h02m28 | Arthur Clifford Earp | 4h07m40 | Arthur Clifford Earp | 6h28m18 | Edgar Braun          | 8h35m05 | -2m00    |
| Charles Rolls        | 2h03m49 | Charles Rolls        | 4h07m50 | Arthur Duray         | 6h32m00 | Cecil Bianchi        | 8h42m39 | -4m00    |
| Pierre de Caters     | 2h06m09 | Cecil Bianchi        | 4h14m24 | Herbert Lyttle       | 7h17m14 | Herbert Lyttle       | 9h32m32 | -2m00    |
| Camille Jenatzy      | 2h09m41 | Camille Jenatzy      | 4h22m13 |                      |         |                      |         |          |
| Cecil Bianchi        | 2h12m49 | Herbert Lyttle       | 5h05m00 |                      |         |                      |         |          |
| Herbert Lyttle       | 2h31m09 |                      |         |                      |         |                      |         |          |
| Alexander Burton     | 2h37m30 |                      |         |                      |         |                      |         |          |